# 宮地站
宮地站（日语：／ Miyaji eki */?）是位於熊本縣阿蘇市一之宮町宮地，九州旅客鐵道（JR九州）的豐肥本線車站。

## 概要
此站是豐肥本線運行上的據點，所有旅客列車停站。
普通列車中，兩方向大部分列車於此站折返。特急列車「阿蘇」從此站出發或到達。從前「阿蘇Boy！」從此站出發或到達（現時行走於熊本站至別府站之間。）。肥後大津站和熊本站方向的列車比較多。此站至豐後竹田站之間的普通列車會越過縣境與山中地帶，每日只有5往返班次。

## 歷史
曾經站內設有宮地機關區，現時只遺留了轉車盤。

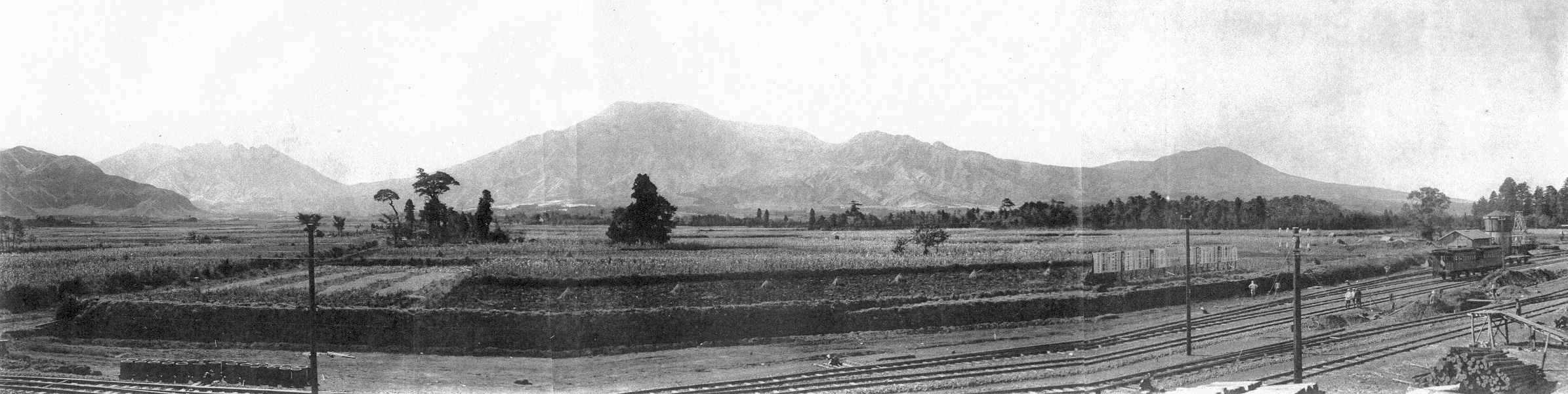
車站與阿蘇五岳（仙醉峽方向）（1928年前拍攝）

- 1918年（大正7年）1月25日：宮地輕便線立野至此站之間開通，此站啟用[2]。
- 1922年（大正11年）9月2日：宮地輕便線改名為宮地線[2]。
- 1928年（昭和3年）12月2日：此站至玉來之間開通[2]，宮地線改名為豐肥本線[2]。
- 1945年（昭和20年）8月1日：站內開設宮地機關區[3]。
- 1964年（昭和39年）3月17日：宮地機關區廢止[4]。
- 1982年（昭和57年）11月：終止貨物起卸業務。
- 1987年（昭和62年）4月1日：伴隨國鐵分割民營化，車站由九州旅客鐵道（JR九州）營運[5][6][7][2]。
- 2017年（平成29年）
  - 9月17日：受到超強颱風泰利影響，阿蘇站至中判田站之間不能通行，車站暫停營業[8][9]。
  - 9月19日：阿蘇站至豐後竹田站之間安排代行的士運送[10][11]。
  - 9月22日：阿蘇站至三重町站之間重開（阿蘇站至豐後竹田站之間的代行的士於前日終止。）[12][13]。
- 2024年12月7日～2025年6月30日：因應JR九州與任天堂的共同企劃，本站被選為熊本縣的「皮克敏車站」，站房車站名牌亦換成為以皮克敏為主題的設計[14][15]。

## 車站構造
車站是一座地面車站，設有1面2線的島式月台。車站大樓與月台之間設有站內平交道連接。此站設有自動售票機。此站設有車廠，也有列車夜間停泊。站內設有引込線和轉車盤，方便「SL阿蘇BOY」牽引的蒸氣機車改變方向。在1943年（昭和18年）11月竣工的車站大樓外觀訪照阿蘇神社。車站大樓內設有候車室和事務室。靠近熊本一方設有「豐肥本線災害修復資料館」，展示了2012年7月九州北部暴雨成災，當時坂之上隧道（此站至波野站之間）部分路軌和已倒塌的擋土牆之實物、修復工程紀錄相片和展地。
此烘是直營車站。曾經設有MARS終端，現時只有POS終端。此站不可直接購買指定票。「九州橫斷特急」指定票可於POS終端購買。

### 月台
| 月台 | 路線      | 上下行 | 方向               |
| ---- | --------- | ------ | ------------------ |
| 1、2 | ■豊肥本線 | 上行   | 肥後大津、熊本方向 |
| 1、2 | ■豊肥本線 | 下行   | 豐後竹田、大分方向 |

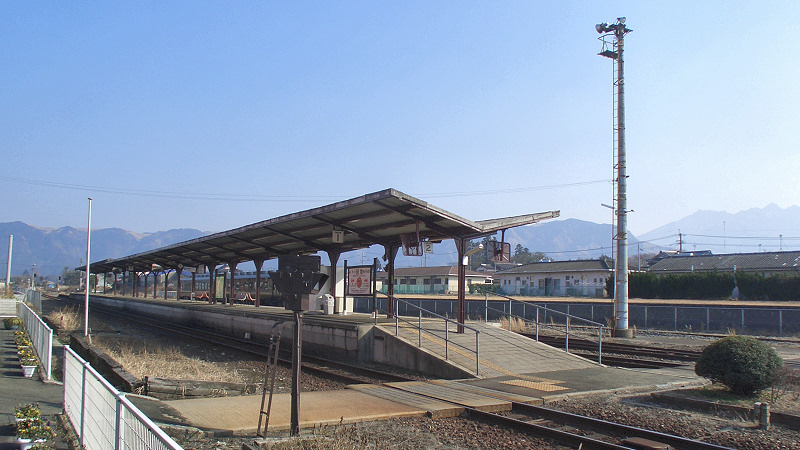
月台
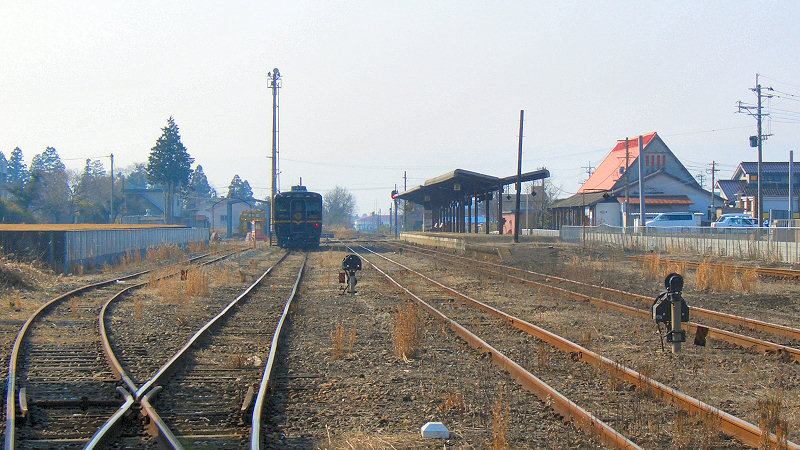
站內遠景
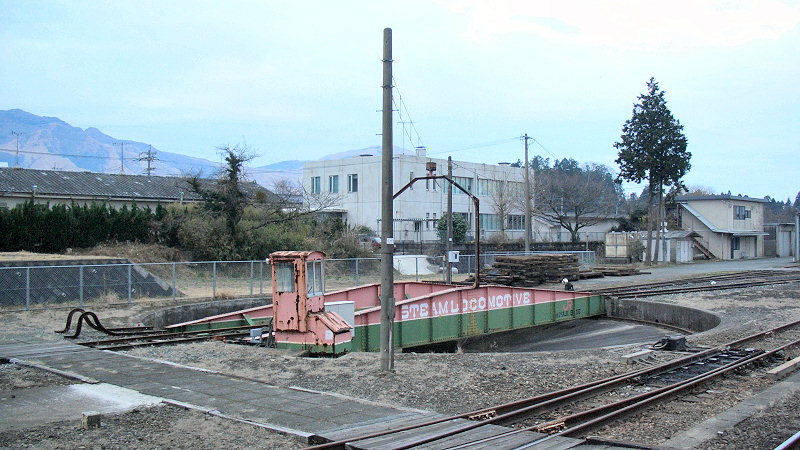
轉車般
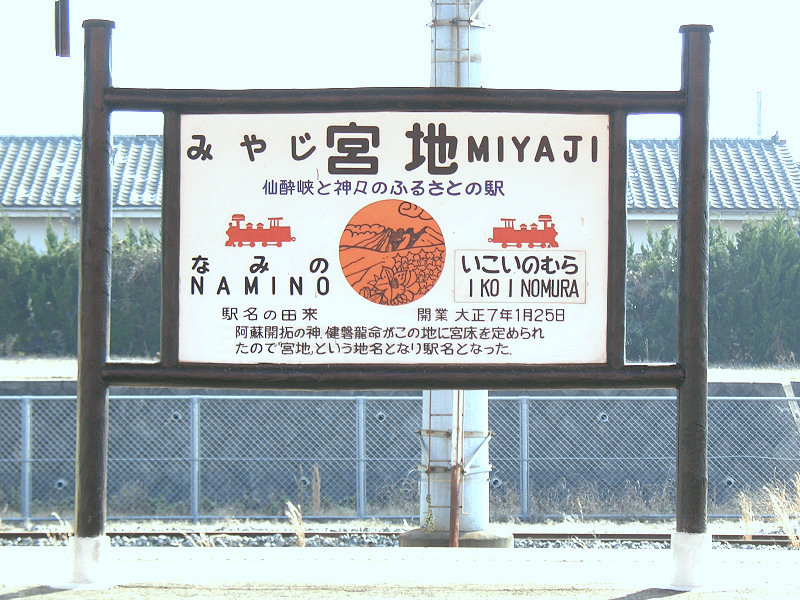
站名牌，圖案是阿蘇之自然和仙醉峽的霧島美山

## 車站周邊

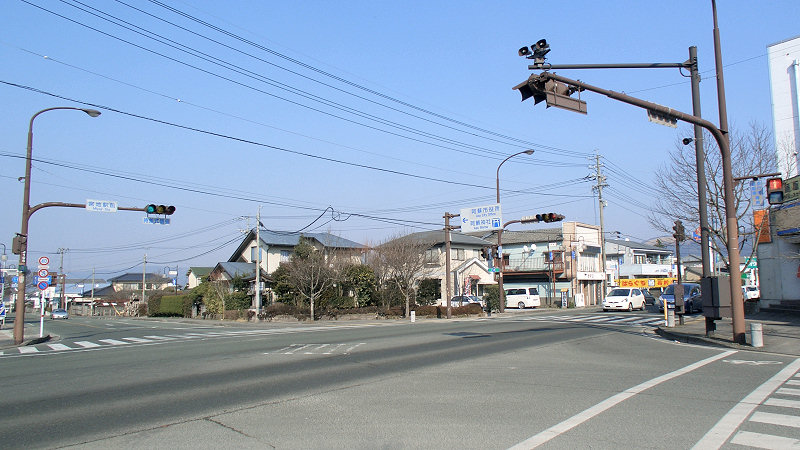
站前風景

道路
- 國道57號（日语：国道57号）
- 大分縣道·熊本縣道11號別府一之宮線（日语：大分県道・熊本県道11号別府一の宮線）

政府機構、設施
- 阿蘇市政廳
- 熊本地方法務局阿蘇分局
- 熊本國稅局（日语：熊本国税局）阿蘇稅務署
- 熊本勞動局（日语：熊本労働局）阿蘇公共職業安定所（Hello Work阿蘇）
- 熊本縣警（日语：熊本県警）阿蘇警署（日语：阿蘇警察署）（舊、一之宮警署）
- 一之宮郵局（日语：一の宮郵便局）
- 阿蘇市立一之宮圖書館

教育設施
- 熊本縣立阿蘇中央高等學校（日语：熊本県立阿蘇中央高等学校）
  - 阿蘇校舍（舊・熊本縣立阿蘇高等學校（日语：熊本県立阿蘇高等学校））
  - 阿蘇清峰校舍（舊・熊本縣立阿蘇清峰高等學校（日语：熊本県立阿蘇清峰高等学校））
- 阿蘇市立一之宮中學（日语：阿蘇市立一の宮中学校）
- 阿蘇市立宮地小學
- 宮地保育所

其他
- 阿蘇神社[1]
- 仙醉峽（日语：仙酔峡）
- 大阿蘇醫院
- 阿蘇勤勞者體育中心
- 國立阿蘇青年自然之家
- 最好電器阿蘇一之宮店

### 巴士
站前停車場旁設有產交巴士宮地站前巴士站。
- 宮地中央、阿蘇中央高校、內牧、內牧溫泉、阿蘇站、阿蘇醫療中心方向
- 產山村方向
- 赤水站前、阿蘇熊本機場、熊本市方向（山彥號（日语：やまびこ号 (特急バス)））
- 玉來、犬飼久原、大分市方向（山彥號）

## 相鄰車站
九州旅客鐵道（JR九州）
■豐肥本線
- 特急「九州橫斷特急」停車站、「阿蘇Boy!」停車站、「阿蘇」到發站

憩之村－宮地－波野

## 注腳

## 外部連結
- JR九州宮地站（日語）
- JR九州 - 「PIKMIN×JR九州～探索神奇的九州星球～」專頁 （页面存档备份，存于）（日語）